# Kartoffelsaft
Kartoffelsaft wird aus rohen Kartoffeln gewonnen und vor allem in Reformhäusern und Bioläden zum Verkauf angeboten.
In der Volksmedizin kommt Kartoffelsaft als natürliches Mittel bei chronischer Übersäuerung des Magens, Magenunruhe oder Gastritis zur inneren Anwendung. Äußerlich angewendet helfe Kartoffelsaft bei Entzündungen, Verletzungen und Geschwüren.

## Inhaltsstoffe
100 Gramm Kartoffelsaft enthalten 1,8 Gramm Eiweiß, 0,1 Gramm Fett, 15,8 Gramm Kohlenhydrate, 297 kJ an Nährwert und entsprechen 1,32 BE. Er enthält neben Vitaminen auch Pantothensäure und Nicotinsäureamid.

## Solanin
Roher, selbst hergestellter Kartoffelsaft kann je nach Sorte, Reife und Jahreszeit unterschiedliche Mengen des Alkaloids Solanin enthalten, das giftig ist. Schon weniger als 0,5 Gramm Solanin kann für einen gesunden Erwachsenen tödlich sein, dafür benötigt man allerdings mehrere kg rohe Kartoffeln (→ Solaninvergiftung). Erste Vergiftungssymptome sind: Brennen und Kratzen im Hals, Durchfall, Übelkeit, Benommenheit, Angstzustände, Schweißausbrüche, Atemnot, Bewusstlosigkeit und Krämpfe. Deswegen sollte auch Kartoffelsaft, wie andere Naturmedizin, dringend mit der gleichen Vorsicht und Zurückhaltung verwendet werden, die bei üblichen Medikamenten angezeigt ist. Für Kinder (besonders Säuglinge) sowie für schwangere und stillende Frauen ist Kartoffelsaft nicht geeignet.